# おいでよ どうぶつの森 〜しあわせ通信〜
『おいでよ どうぶつの森 〜しあわせ通信〜』（おいでよ どうぶつのもり しあわせつうしん）は、森江真子による日本の漫画作品。

## 概要
小学館の漫画雑誌『ちゃお』にて2006年10月号から2007年12月号まで連載された。
任天堂から発売されているゲームソフト『おいでよ どうぶつの森』の世界観をベースとした作品。『ポケットモンスター』に代わる任天堂とのタイアップ作品でもあった。
2007年12月号の時点では「次号に続く」という主旨の表現がなされていたものの、2008年1月号には掲載されず、替わりに該当号の目次に「作者出産準備のために当面休載」という告知がなされたが、再開されることは無く連載終了。その後、本作と同じ森江の作画により『ちゃお』2009年1月号から『街へいこうよ どうぶつの森 〜たんぽぽ村だより〜』が連載されている。

## ストーリー
「ちゃお♥村」なる架空の「どうぶつの森」に暮らす少女・リーと、その動物達の日常（とある一日）を描いている。

## 登場人物
リー
ちゃお♥村に引っ越して来た人間の少女。
世界一に美味しい果物を探しに来たと言うが、後に普通の暮らしをするようになる。
困った住民を放っておけない性格だが、花のつもりがアメーバに見えてしまうほど絵描きが下手で、方向音痴らしい。
食欲旺盛でもあり、果物が大好物。　カナヅチでもあったが、サメに追われた際に泳げた様子。
4コマでは常にボケ役。
エレフィン（Eloise）
ゾウの女。
リーが最初に出会った住民で、一番の仲良し。
多少短気で、口が悪いがとても世話好き。 ボケ役なリーに対してはツッコミ役。
パッチ（Stitches）
コグマの男の子。
マイペースな性格で、常にボーっとしている（が、本人は否定）。
部屋にはサイエンティストをメインにした家具を集めている。
リリアン（Bunnie）
ウサギの女の子。
花が好きで、ガーデニングが趣味。 リーとはとても仲がよく、一緒にいることが多い。
部屋にはプロレスをメインにした家具を集めている。
ポンチョ（Poncho）
コグマの男の子。
体を大量の栗の上に寝そべるほど刺激好き。　引っ越してしまったのか、『おかわりっ！』ではいなくなってしまった。
ブーケ（Rosie）
ネコの女の子。
ゆきだるまと可愛い服が好きで、オシャレをするのが趣味だが、ピースは天使ファッションをしていた彼女のことを化け猫ゾンビと勘違いされたことがある。
ジョン（Butch）
イヌの男。
化石が趣味で、釣りの名手。　だがボケ役に近いタイプ。
部屋には子供っぽい物をメインにした家具を集めている。
ももこ（Peanut）
リスの女の子。
恋愛に憧れている年頃で、素敵な王子様が迎えに来ることを夢にしている。
バニラ（Daisy）
イヌの女の子。
敬語で話す優しい性格の持ち主だが、多少影が薄め。　これが原因なのか、『おかわりっ！』では引っ越してしまったのか、いなくなってしまった。
ピース（Samson）
『おかわりっ！』ではちゃお♥村に引っ越して来た新住民で、ネズミの男の子。
情報通で住民達のデータを記録するのが得意が、多少悪戯好きなトラブルメーカーでもある。
チーズが大好物。

## 単行本
- おいでよ どうぶつの森 〜しあわせ通信〜（2006年12月28日発売、ISBN 978-4091310071）
- おいでよ どうぶつの森 〜しあわせ通信〜 おかわりっ!（2008年12月26日発売、ISBN 978-4091322890）